# Cosmo Warrior Zero
Космический воин Зеро (яп. コスモウォーリアー零 Kosumo Wōriā Zero) — аниме из франшизы «Space Pirate Captain Harlock». Является приквелом «Arcadia of My Youth: Endless Orbit SSX» и сериала 1978 года. Трансляция состоялась по телесети «TV Tokyo» в 2001 году.

## Сюжет
В конце 30 века закончилась война между людьми и механоидами, наступил мир. Несмотря на новый порядок, космический пират Харлок продолжает свои разбойные нападения. Разобраться с этим правительство Земли поручает опытному командиру Вариусу Зеро во главе корабля «Огненный дракон». Для него начинается долгий путь, полный приключений, предательства и опасностей.

## Роли озвучивали
- Вариус Зеро: Тосиюки Морикава
- Капитан Харлок: Эйдзи Такэмото
- Яттаран: Ёсиаки Мацумото
- Марина Оки: Ая Хисакава
- Эмеральдас: Кикуко Иноуэ
- Тотиро Ояма: Томохиро Нисимура
- Мэйтел: Сацуки Юкино
- Гренадер: Хидэнари Угаки
- Сильвиана: Каори (Мидори Кавана)
- Нохара: Кохэй Овада
- Умихара: Нобуаки Сэкинэ
- Исикура: Соитиро Хоси
- Рай: Тадаси Миядзава
- Доктор Машин: Такаси Мацуяма
- Бэтлайзер: Ёсиаки Мацумото
- Экслайтер: Ёсикадзу Нагано
- Фейс Брейкер: Юкинобу Канэко
- Хэлматьер: Юри Сиратори
- Зесс Водер: Дзэнъити Нагано

## Эпизоды
| №  | Название | Дата оригинального показа |
| -- | --- | ------------------------- |
| 1  | Большое путешествие «Ôinaru Tabidachi» (大いなる旅立ち) | 06.07.2001                |
| 2  | Волновой эффект Марины «Marina no Hômon» (マリーナの波紋) | 13.07.2001                |
| 3  | Пламя огненного дракона «Karyû no Honô» (火龍の炎) | 20.07.2001                |
| 4  | Душа воина Гренадера «Senshi Grenadier no Tamashii» (戦士グレネーダーの魂)                                                                                        | 27.07.2001                |
| 5  | Бессмертный самурай Тотиро «Tochirô · Fumetsu no Samurai» (トチロー・不滅のサムライ)                                                                              | 03.08.2001                |
| 6  | Мой друг Харлок «Waga Tomo Harlock» (我が友ハーロック) | 10.08.2001                |
| 7  | Способ верить «Shinzuru Beki Michi» (信ずるべき道) | 17.08.2001                |
| 8  | Вечные мысли Марины «Marina Eien no Omoi» (マリーナ永遠の想い) | 24.08.2001                |
| 9  | Звезда скорби «Kanashimi no Hoshi» (悲しみの星) | 31.08.2001                |
| 10 | Конец галактики «Ginga no Hate» (銀河の涯) | 07.09.2001                |
| 11 | Великая технология «Dai-Technologia» (大テクノロジア) | 14.09.2001                |
| 12 | Бесконечная битва «Owarinaki Tatakai» (終わりなき闘い) | 21.09.2001                |
| 13 | Клятва «Chikai» (誓い) | 28.09.2001                |
| 14 | Следуй за молодым Харлоком! Космический воин Зеро спешл-1 «Yanguhārokku o oe! Kosumou~ōriā rei gaiden - 1» (ヤングハーロックを追え! コスモウォーリアー零外伝 - 1) |                           |
| 15 | Следуй за молодым Харлоком! Космический воин Зеро спешл-2 «Yanguhārokku o oe! Kosumou~ōriā rei gaiden - 2» (ヤングハーロックを追え! コスモウォーリアー零外伝 - 2) |                           |

## Музыка
Открывающие композиции:
1. «Jidai», исполненный Geminiart High Quality

Закрывающие композиции:
1. «The Book of Life», исполненный Эмико Сиратори

## Выпуск на видео
Аниме впервые вышло в Японии на 6 DVD в 2001—2002 годах.
В Италии DVD появились в 2005—2006 годах благодаря «Dynit».
В США «Cosmo Warrior Zero» был сначала издан на 4 DVD в 2003 году при помощи «Anime Works» — дочерней компании корпорации «Media Blasters». Далее лицензирован фирмой «Discotek Media» и выпущен 31 января 2017 года на 2 DVD. Система — NTSC.
Формат — полноэкранный 4:3 (1:33.1). Оригинальный звук — Dolby Digital 2.0.